# Túnel de Khojak
El Túnel de Khojak (también Túnel Sheilla Bagh ) es un túnel ferroviario de 3,91 kilómetros de largo situado en el distrito de Killa Abdullah de Baluchistán (provincia de Pakistán), cerca de la frontera afgano-pakistaní en Chamman. Se encuentra a 1.945 metros sobre el nivel del mar. 
El túnel fue construido en 1891 bajo el Paso de Khojak y sigue siendo uno de los túneles más largos de Asia del Sur, y el más largo de Pakistán. Se espera que sea superado por el túnel de Lowari de 8,6 kilómetros, en construcción.